# Tannay (przystanek kolejowy)
Tannay (fra: Gare de Tannay) – przystanek kolejowy w Tannay, w kantonie Vaud, w Szwajcarii. Znajduje się na linii kolejowej Lozanna – Genewa.

## Linie kolejowe
- Lozanna – Genewa

## Połączenia
Przystanek jest obsługiwany przez pociągi regionalne:
- Lancy-Pont-Rouge - Ginebra-Cornavin - Versoix - Coppet

Częstotliwość połączenia wynosi 30 minut w dni powszednie oraz co godzinę w weekendy i święta.